# Zibo Sportstadion
Het Zibo Sportstadion is een multifunctioneel stadion in Zibo, een stad in China. 
Het stadion wordt vooral gebruikt voor voetbalwedstrijden. Het stadion werd in 2010 gebruikt voor het Aziatisch kampioenschap voetbal onder 19. In het stadion is plaats voor 45.000 toeschouwers. Het stadion werd geopend in 2008.